# Theodor Tolsdorff

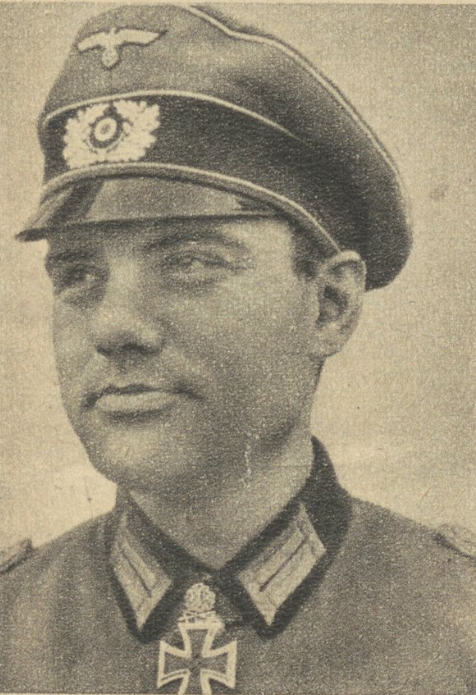
Oberst Theodor Tolsdorff

Theodor Tolsdorff (* 3. November 1909 auf Gut Lehnarten; † 25. Mai 1978 in Dortmund) war ein deutscher Generalleutnant der Wehrmacht.

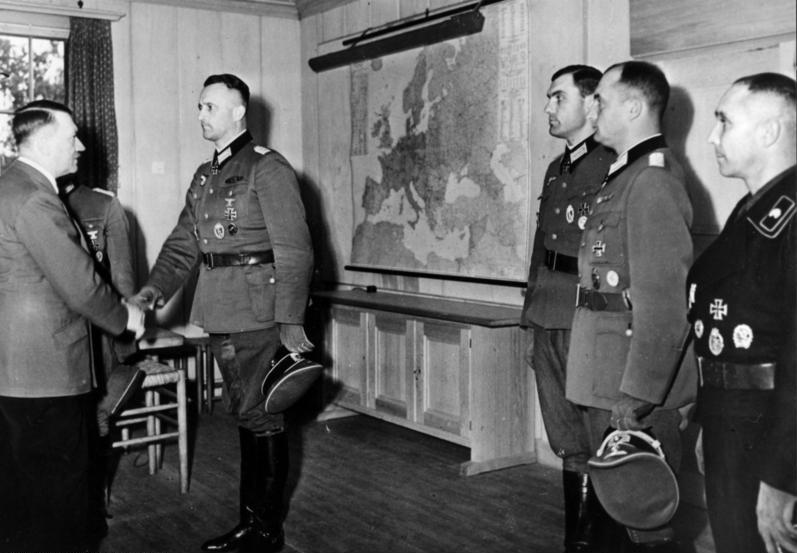
Ordensverleihung durch Hitler an verschiedene Offiziere am 15. September 1943, Tolsdorff 3. v. r.

## Herkunft und Ausbildung
Theodor Tolsdorff wurde als Sohn eines Rittergutsbesitzers auf dem elterlichen Gut in Lehnarten (Kreis Oletzko im nordöstlichen Masuren) geboren. Er erlernte anfangs die Landwirtschaft und war in diesem Beruf tätig.

## Militärische Laufbahn

### Vorkriegszeit
Theodor Tolsdorff trat am 1. Oktober 1934 als Freiwilliger in das Infanterie-Regiment 1 der Reichswehr (ab 1935: Wehrmacht) in Insterburg ein. Am 1. Juni 1936 wurde er zum Leutnant und am 1. Oktober 1938 zum Oberleutnant befördert.

### Krieg gegen Polen
Seit dem 1. März 1939 Chef der 14. Kompanie des Infanterie-Regiments 22 der 1. Infanterie-Division, führte er diese Einheit beim Überfall auf Polen. Während der Kämpfe um die Bunkerlinie Góra Kamieńska wurde er an der Schulter verwundet und mit beiden Klassen des Eisernen Kreuzes ausgezeichnet. Im Laufe des Westfeldzuges brach seine Wunde wieder auf, und Tolsdorff blieb von August bis zur endgültigen Heilung im Oktober 1940 im Lazarett in Wuppertal.

### Krieg gegen die Sowjetunion
Nach dem Überfall auf die Sowjetunion am 22. Juni 1941 kämpfte er mit seiner Kompanie im Baltikum. Ende November 1941 wurde er erneut schwer verwundet und verbrachte die nächsten Monate wiederum im Lazarett. Am 1. Dezember 1941 wurde er zum Hauptmann befördert, am 4. Dezember 1941 erhielt er das Ritterkreuz des Eisernen Kreuzes.
Am 20. April 1942 kehrte er zu seiner Einheit zurück und wurde nur kurze Zeit später bei den Kämpfen südlich von Schlüsselburg so schwer verwundet, dass er einen Teil seines rechten Fußes verlor. Er blieb bei der Truppe und wurde während der Kämpfe im Wolchow-Gebiet mit dem Deutschen Kreuz in Gold ausgezeichnet. Am 16. August 1942 übernahm er vertretungsweise die Führung des I. Bataillons des Infanterie-Regiments 22, wurde jedoch bald durch einen Kopfschuss erneut schwer verwundet.
Nach seiner Genesung übernahm Tolsdorff am 1. Januar 1943 bei gleichzeitiger Beförderung zum Major das I. Bataillon des Füsilier-Regiments 22, mit dem er an den Ladoga-Schlachten im Nordabschnitt der Ostfront teilnahm. Für die Leistung seines Bataillons während der Dritten Ladoga-Schlacht erhielt er am 15. September 1943 das Eichenlaub zum Ritterkreuz. Ab dem 1. November 1943 führte er das Füsilier-Regiment 22 in der Ukraine. Während der Kämpfe südlich der westukrainischen Stadt Winniza (→ Dnepr-Karpaten-Operation) erhielt er einen Bauchschuss. Im Lazarett erreichte ihn am 1. April 1944 seine Beförderung zum Oberstleutnant.
Im Juni 1944 wurde Tolsdorff als Taktiklehrer an die Fahnenjunkerschule Metz versetzt. Nach dem Beginn der für die Deutschen verheerenden sowjetischen Sommeroffensive (→ Operation Bagration) übernahm er jedoch am 1. Juli 1944 wieder das Kommando des Füsilier-Regiments 22 in Litauen. Dieses Regiment stellte den Kern einer ad hoc zusammengestellten Kampfgruppe, die die Besatzung der zum „Festen Platz“ erklärten Stadt Wilna verstärken sollte. Die Deutschen mussten dabei gegen die sowjetische 5. Garde-Panzer-Armee und die 11. Garde-Armee, sowie Kräfte der polnischen Armia Krajowa (AK) antreten, die die Kontrolle über die Stadt vor der Roten Armee gewinnen wollten. Die AK-Kämpfer verhinderten unter eigenen schweren Verlusten das Vordringen der Kampfgruppe Tolsdorff nach Wilna. Tolsdorff ließ daraufhin die eigenen Kräfte in einem Kessel zur Verteidigung übergehen. Nachdem der hauptsächlich aus Fallschirmjägern bestehenden und insgesamt 4000 Soldaten umfassenden Restbesatzung von Wilna der Rückzug auf die eigenen Linien erlaubt worden war, konnten sich rund 3000 von ihnen am 13. Juli 1944 bis zur Gruppe von Tolsdorff durchschlagen. Tolsdorffs Kampfgruppe wurde wiederum durch einen zeitgleichen Angriff der 3. deutschen Panzerarmee aus der Einschließung durch polnische und sowjetische Truppen befreit. Für sein Aushalten in der kritischen Lage vor der litauischen Hauptstadt erhielt Tolsdorff am 18. Juli 1944 bei gleichzeitiger Beförderung zum Oberst das Ritterkreuz mit Eichenlaub und Schwertern und den Beinamen „Der Löwe von Wilna“.

### Krieg im Westen
Im August 1944 nahm Tolsdorff an einem Divisionsführer-Lehrgang in Hirschberg teil und erhielt am 1. September 1944 den Auftrag, die 340. Volksgrenadier-Division aus der ehemaligen 340. Infanterie-Division aufzustellen. Mit dieser kämpfte er zunächst an der Westfront im Raum Aachen-Jülich und nahm später als Teil der 5. Panzerarmee an der Ardennenoffensive teil. Nach einigen Anfangserfolgen blieb die Division schließlich vor Bastogne liegen und musste sich schwer angeschlagen auf das rechte Rheinufer zurückziehen.
Am 30. Januar 1945 wurde Tolsdorff zum Generalmajor befördert, am 16. März 1945 zum Generalleutnant. Er war damit der jüngste kommandierende Generalleutnant des deutschen Heeres. Gleichzeitig wurde ihm das Ritterkreuz mit Eichenlaub und Schwertern und Brillanten verliehen.
Am 1. April 1945 übernahm Tolsdorff die Führung des LXXXII. Armeekorps in Bayern. Unter Bedrängnis der heranrückenden US-Truppen zog sich Tolsdorff mit seinem Korps in das oberbayerische Dorf Eisenärzt bei Traunstein zurück. Der Ort sollte nach Auffassung der Militärs gegen die bereits kurz vor Siegsdorf stehenden Amerikaner verteidigt werden.
Am 3. Mai 1945, also wenige Tage vor der bedingungslosen Kapitulation, verfolgte der beurlaubte Hauptmann Franz Xaver Holzhey die Mobilisierung der Truppen und Errichtung von Panzerbarrikaden vor Eisenärzt. Besorgt um den Verlust weiterer Menschenleben und der verwundeten Zivilisten, die im örtlichen Schwesternheim, einem Münchner Auslagekrankenhaus, betreut wurden, stellte er ein Rot-Kreuz-Schild am Ortsrand auf, um einen Beschuss durch die Amerikaner zu verhindern. Holzhey wurde umgehend Tolsdorff vorgeführt und von ihm ohne ordentliche Anhörung und Ausschluss von Entlastungszeugen wegen „feiger Übergabe“ zum Tode verurteilt. Das sofort bestellte Exekutionskommando widersetzte sich zunächst dem Hinrichtungsbefehl, indem an Holzhey vorbeigeschossen wurde. Daraufhin griff Tolsdorff selbst zur Waffe und tötete Holzhey zwei Stunden vor dem Einmarsch von US-Truppen. Eisenärzt wurde durch die Rot-Kreuz-Tafel vor dem Beschuss der Amerikaner bewahrt und kampflos eingenommen. Tolsdorff gelang zunächst die Flucht aus dem Ort. Am 8. Mai 1945 endete diese in amerikanischer Gefangenschaft, aus der er am 9. Mai 1947 entlassen wurde.

## Privates und Nachkriegszeit
Theodor Tolsdorff war mit Eleonore Tolsdorff, geborene van der Berk (* 6. September 1921; † 15. April 1996), verheiratet. Aus der Ehe gingen zwei Söhne hervor. Der jüngere Sohn Jürgen (* 21. September 1944; † 19. März 1957) starb bei einem Unfall, der ältere Sohn Peter praktizierte als Hals-Nasen-Ohren-Arzt in Bad Honnef.
Nach seiner Entlassung aus der Kriegsgefangenschaft am 9. Mai 1947 arbeitete Theodor Tolsdorff unter anderem als LKW-Fahrer in der Speditionsfirma seines Schwiegervaters und als Busfahrer. Ab 1960 war er bis zum Eintritt in den Ruhestand am 31. Dezember 1974 in der Deutschen Asphalt AG (heute Teil der Strabag) tätig.
Mitte der fünfziger Jahre wurde Tolsdorff wegen der Hinrichtung des Hauptmanns Holzhey angeklagt. Im ersten Verfahren wurde er zu dreieinhalb Jahren Gefängnis verurteilt. In einem Revisionsverfahren hob der Bundesgerichtshof das Urteil mit der Begründung auf, Tolsdorff habe im Fall Holzhey das damals geltende Militärstrafrecht beachtet, und verwies das Verfahren zurück an das Landgericht Traunstein. Im darauf folgenden zweiten Verfahren wurde Tolsdorff am 24. Juni 1960 freigesprochen. Die Gerichtsverfahren und der Freispruch sorgten in der noch jungen Bundesrepublik für Diskussionen über den Stand der Entnazifizierung der Gerichte und lösten Empörung in der Traunsteiner Bevölkerung aus.